# Cyathostomum
Cyathostomum ist eine Gattung der zu den Fadenwürmern gehörenden Strongyliden mit 32 Arten.

## Merkmale
Die Mundhöhle ist zylindrisch, manchmal im vorderen Bereich etwas weiter, aber ohne ringartige hintere Verdickung wie bei Cylicocyclus. Die Amphiden treten nicht hervor. Der innere Blätterkranz (Corona radiata) setzt tief an der Innenwand der Mundkapsel an, manchmal ungleichmäßig oder wellenförmig. Die äußere Corona radiata ragt vor die Mundkapsel und ist chitinartig verstärkt. Der Kragen um die Mundöffnung ist hoch.

## Arten
Das Interim Register of Nonmarine and Marine Genera listet folgende Arten:
- Cyathostomum adersi Boulenger, 1920
- Cyathostomum aegyptiacum (Railliet, 1923)
- Cyathostomum aethiopicum Ricci, 1939
- Cyathostomum alveatum Looss, 1900
- Cyathostomum auriculatum Looss, 1900
- Cyathostomum bicoronatum Looss, 1900
- Cyathostomum calicatum Looss, 1900
- Cyathostomum catinatum Looss, 1900
- Cyathostomum coronatum Looss, 1900
- Cyathostomum elongatum Ihle, 1920
- Cyathostomum equatoriale Ricci, 1939
- Cyathostomum goldi Boulenger, 1917
- Cyathostomum hybridum Kotlán, 1920
- Cyathostomum insigne Boulenger, 1917
- Cyathostomum labiatum Looss, 1902
- Cyathostomum labratum Looss, 1900
- Cyathostomum leptostomum Kotlán, 1920
- Cyathostomum longibursatum Yorke & Macfie, 1918
- Cyathostomum maestrii Ricci, 1939
- Cyathostomum mettami (Leiper, 1913)
- Cyathostomum minutum (Yorke & Macfie, 1918)
- Cyathostomum montgomeryi (Boulenger, 1920)
- Cyathostomum nassatum Looss, 1900
- Cyathostomum pateratum (Yorke & Macfie, 1919)
- Cyathostomum poculatum Looss, 1900
- Cyathostomum radiatum Looss, 1900
- Cyathostomum sagittatum (Kotlán, 1920)
- Cyathostomum schuurmanni (Ortlepp, 1962)
- Cyathostomum symmetricum Ricci, 1939
- Cyathostomum tetracanthum (Mehlis, 1831)
- Cyathostomum triramosum Yorke & Macfie, 1920
- Cyathostomum ultrajectinum (Ihle, 1920)
- Cyathostomum zarattarii Ricci, 1939

Synonyme der Gattung sind Cycostomum, Cylichnostomum, Cylichostomum, Cylicocercus, Cylicostoma, Cylicostomias, Cylicostomum, Cylicostomus, Cylicotoichus, Trichonema und Trichozema.